# M/T Valun
M/T Valun je trajekt za lokalne linije. U vlasništvu je najvećeg hrvatskog brodara Jadrolinije. Izgrađen je 1983. u Japanu, za potrebe brodara Utaka Kokudo Ferry, Takamatsu, Japan. Prvo ime Valuna bilo je Koraku Maru. 
Godine 1998. tadašnjeg Koraku Maru kupuje Jadrolinija i preimenuje ga u Valun. Od tada, pa do 2007. godine Valun je gotovo neprestano i neprekidno održavao trajektnu liniju Split-Supetar. Tada ga zamjenjuje novi i veći Hrvat. Valun ljeti najčešće plovi na liniji Split - Rogač, a zimi Prapratno -  Sobra . Trenutno plovi na liniji Prapratno - Sobra. 
Valun je kapaciteta oko 80 automobila i 730 osoba. Može postići brzinu od 14,5 čvorova. Često glasi kao najkvalitetniji trajekt u floti Jadrolinije. Jedan je od rijetkih Jadrolinijinih trajekata koji nikad nije imao ozbiljnu havariju.

## Galerija
- Valun, gat Svetog Petra, Split, 28. rujna 2011.
- Valun, gat Svetog Petra, Split, 28. rujna 2011.
- Valun, gat Svetog Petra, Split, 28. rujna 2011.

## Vanjske poveznice
|  | Zajednički poslužitelj ima još gradiva o temi M/T Valun |